# بوغورودسكويي (مقاطعة موسكو)
بوغورودسكويي (بالروسية: Богородское) هي مدينة في مقاطعة موسكو أوبلاست في روسيا.